# Československá basketbalová liga 1945/1946
Československá basketbalová státní liga 1945/1946 byla v Československu nejvyšší ligovou basketbalovou soutěží mužů, v ročníku ligy hrálo 10 družstev. Titul mistra Československa získal Sokol Brno I., VŠ Bratislava skončila na 2. místě a SK Bratislava na 3. místě.
Konečné pořadí 1945/1946:
1. Sokol Brno I. (mistr Československa 1946) - 2. VŠ Bratislava - 3. ŠK Bratislava - 4. Uncas Praha - 5. Slavia Praha - 6. Phillips Praha - 7. Sokol Kolín - 8. Železničár Bratislava - 9. Blesk Bratislava - 10. Žižkov Praha

## Systém soutěže
Všech deset družstev odehrálo dvoukolově každý s každým (zápasy doma - venku), každé družstvo odehrálo 18 zápasů. V níže uvedené tabulce ve sloupci označeném "N" je počet zápasů družstva, které skončily nerozhodně.

## Konečná tabulka 1945/1946
| Poř. | Tým                     | Z  | V  | P  | N | Skóre   | Body |
| ---- | ----------------------- | -- | -- | -- | - | ------- | ---- |
| 1.   | Sokol Brno I.           | 18 | 11 | 6  | 1 | 622:507 | 23   |
| 2.   | VŠ Bratislava           | 18 | 10 | 6  | 2 | 605:596 | 22   |
| 3.   | ŠK Bratislava           | 18 | 8  | 8  | 2 | 677:653 | 18   |
| 4.   | Uncas Praha             | 18 | 9  | 9  | 0 | 610:636 | 18   |
| 5.   | Slavia Praha            | 18 | 8  | 9  | 1 | 700:700 | 17   |
| 6.   | Phillips Praha          | 18 | 7  | 8  | 3 | 622:625 | 17   |
| 7.   | Sokol Kolín             | 18 | 8  | 9  | 1 | 614:649 | 17   |
| 8.   | Železničiari Bratislava | 18 | 8  | 9  | 1 | 714:764 | 17   |
| 9.   | Blesk Bratislava        | 18 | 8  | 10 | 0 | 586:618 | 16   |
| 10.  | Sokol Žižkov            | 18 | 7  | 10 | 1 | 697:699 | 15   |

## Sestavy (hráči, trenéři) 1945/1946
- Sokol Brno I.: Ivo Mrázek, Jan Kozák, Miroslav Dostál, Ladislav Šimáček, Sonnek, Říčný, Grossert, Kořalník, L. Polcar, Rovner, Baláž, Dvořák. Trenér Josef Fleischlinger
- VŠ Bratislava: Zoltán Krenický, Jozef Kukura, Jozef Kalina, Tiso, Kluvánek, Štěpánek.
- ŠK Bratislava: Miloš Bobocký, Gustáv Herrmann, Rudolf Stanček, Milan Maršalka, Mašek, Černý, Rolný.
- Uncas Praha: Ladislav Trpkoš, Emil Velenský, Jiří Drvota, Karel Bělohradský, Václav Krása, Petráň, Pračka
- Slavia Praha: Josef Ezr, Trenér V. Šenkýř
- Phillips Praha: Miroslav Vondráček
- Sokol Kolín: František Stibitz, Fučík, Kopecký, Petráň, Kruliš, Šlacha, Čermák, Kašpar, V. Sajfrt, B.Doležal, Kubáň, Škácha. Trenér František Stibitz
- Železničiari Bratislava: Ján Hluchý
- Blesk Bratislava: Josef Křepela
- Sokol Žižkov: Pavel Nerad, Josef Toms, Kocourek, Adamíra, Skronský, Novák

## Zajímavosti
- Sokol Brno I. od sezóny 1945/46 v řadě do sezóny 1950/51 získal šest titulů mistra Československa, první byl v ročníku 1945/46.
- Mistrovství Evropy v basketbale mužů v dubnu/květnu 1946 se konalo ve Švýcarsku (Ženeva) za účasti 10 družstev. Mistrem Evropy bylo Československo, které ve finále porazilo Itálii 34:32 [1] Účast a body za Československo ve finálovém utkání: Josef Křepela 15, Emil Velenský 8, Ivan Mrázek 5, Josef Toms 4, Ladislav Trpkoš 1, Miloš Bobocký 1, Josef Ezr, Jan Hluchý, Jiří Drvota (celkem 9 hráčů a 34 bodů). Na 3. místě skončilo Maďarsko. Československo na ME 1946 hrálo v sestavě: Josef Křepela 31 bodů/ 4 zápasy, Ivo Mrázek 29 /4, Miloš Bobocký 18 /4, Emil Velenský 18 /3, Ján Hluchý 15 /4, Ladislav Trpkoš 8 /4, Josef Toms 6 /2, Jiří Drvota 4 /2, Josef Ezr 4 /2, Gustáv Herrmann 1 /1, Pavel Nerad, Ladislav Šimáček, František Stibitz, Miroslav Vondráček, celkem 134 bodů ve 4 zápasech (4 vítězství - 0 porážek). Trenér: František Hájek.